# Sediliopsis distans
Sediliopsis distans é uma espécie extinta de caracol marinho , um molusco gastrópode marinho da família Pseudomelatomidae , os turrídeos e seus aliados.

## Descrição
O comprimento da concha atinge 21,5 mm, o seu diâmetro 8 mm.
(Descrição original) A concha turricada contém seis voltas . Estes são escalariformes, com costelas obtusas distantes na metade inferior. A sutura é ondulada, com uma linha impressa acima dela. A espiral do corpo mostra uma linha giratória impressa acima e quatro linhas revolvidas levantadas inferiormente. O seio superior do lábio externo é profundo e arredondado, e o inferior, obsoleto.

## Distribuição
Fósseis desta espécie foram encontrados na Virgínia , EUA.